# Tägerwilen
Tägerwilen (hist. Taegerweilen, Tägerweilen) – miejscowość i gmina (Politische Gemeinde) w północno-wschodniej Szwajcarii, w kantonie Turgowia, w okręgu (Bezirk) Kreuzlingen. Leży nad Renem. 

## Demografia
W Tägerwilen mieszka 5 047 osób. W 2021 roku 37,5% populacji gminy stanowiły osoby urodzone poza Szwajcarią. 

## Transport
Przez teren gminy przebiegają autostrada A7 oraz drogi główne nr 13 i nr 16.